# Juan Pablo Ángel
Juan Pablo Ángel Arango (* 21. Oktober 1975 in Medellín) ist ein kolumbianischer ehemaliger Fußballspieler.

## Karriere

### Atlético Nacional und River Plate
Ángel begann seine Karriere als Fußballspieler bei Atlético Nacional in der seiner Heimatstadt Medellín. Er erlangte nationale Bekanntheit, als er 1994 das Siegtor gegen den Lokalrivalen Independiente Medellín erzielte, was u. a. dazu führte, dass Nacional die Meisterschaft erringen konnte. Insgesamt stand der Stürmer 174 mal für Atlético Nacional auf dem Platz und erzielte dabei 45 Tore. Mit den Kolumbianern wurde er zudem Zweiter in der Copa Libertadores 1995 und gewann die Copa Interamericana 1997.
Er wurde im Januar 1998 an River Plate verkauft. Bei den Argentiniern sollte er Hernán Crespo ersetzen, der 1996 zum FC Parma wechselte. Um ihre Wertschätzung für den Kolumbianer zu zeigen, schmückten sich die Zuschauer von River Plate oft mit Engelsflügeln.

### Aston Villa
Am 12. Januar 2001 sicherte sich Aston Villa Juan Pablo Ángel für die Rekordablösesumme von 9,5 Millionen Pfund. Während seiner Zeit bei Villa war er der bestbezahlte Spieler der Mannschaft. Nach einem schlechten Start bei den Engländern und privaten Problemen konnte er sich zu einem Führungsspieler der Mannschaft entwickeln. Ángel wurde schnell zum Liebling der Fans und war in der Saison 2003/2004 der beste Torschütze der Mannschaft. In der Saison 2004/2005 konnte er diese Form nicht halten und erzielte 7 Tore in der Premier League. Während seiner Zeit bei Villa erzielte er insgesamt 74 Tore in 205 Spielen (Liga und Pokal). Dwight Yorke ist der einzige Spieler, der mehr Tore für Villa als Ángel erzielte.

### New York Red Bulls
Am 17. April 2007 veröffentlichten die New York Red Bulls, dass Ángel verpflichtet werden solle. Der zweite Designated Player der Mannschaft gab am 8. Mai 2007 im U.S. Open Cup sein Debüt für das MLS-Franchise. Er wurde eingewechselt und erzielte per Freistoß den Anschlusstreffer in der 3:1-Niederlage gegen die LA Galaxy.
Am 19. Mai 2007 traf er zum ersten Mal das Tor in einem MLS-Spiel. Beim 4:0-Sieg gegen die Columbus Crew bereitete er ein weiteres Tor vor und war maßgeblich am dritten Tor beteiligt. Auf Grund seiner Leistung in diesem Spiel wurde er zum MLS Player of the Week ernannt. Auch in den folgenden Spielen stellte er immer wieder seine Torgefährlichkeit unter Beweis. So wurde er im Mai zum Spieler des Monats ernannt und war auch Teil des Kaders für das MLS All-Star Game gegen Celtic Glasgow. Beim 2:0-Sieg erzielte er das erste Tor für die Auswahlmannschaft und wurde anschließend zum Spieler des Spiels ernannt. In seiner ersten Saison für die Roten Bullen erzielte er insgesamt 19 Tore in 24 Spielen während der Regular Season. In der Torschützenliste erlangte er den zweiten Platz hinter Luciano Emilio.
Aufgrund einer Nervenverletzung am Rücken verpasste er den Start in die Saison 2008. Am 10. Mai 2008 erzielte er seinen ersten Saisontreffer für New York. Am 5. Juni erzielte er unter Schmerzen das einzige Tor beim 1:0-Sieg gegen die Chivas USA. Anschließend humpelte er vom Spielfeld. Durch die weitere Verletzung fiel er die nächsten vier Spiele aus. Trotzdem wurde er von Steve Nicol für das MLS All-Star Game gegen West Ham United berufen. Am Ende der Saison hatte er 14 Tore in 23 Spielen erzielt.
Seine dritte Saison in der Major League Soccer war die bislang schlechteste für New York Red Bulls. Es war ziemlich schnell klar, dass sich die Mannschaft nicht für die Play-offs qualifizieren kann und auch in der CONCACAF Champions League kam das frühe Aus in der Gruppenphase. Trotzdem hatte Ángel einen großen Moment, als er in einem Spiel gegen die Chivas USA am 26. September 2009 sein 46. Tor für die Mannschaft machte. Damit brach er den Rekord von Clint Mathis, der insgesamt 45 Tore für die MetroStars bzw. Red Bulls erzielte. Auch in dieser Saison war er mit 12 Toren der beste Torschütze der Mannschaft.
Die Saison 2010 wurde für Juan Pablo Ángel deutlich besser. In der ersten Hälfte der Saison kam er auf 11 Tore in 19 Spielen. In der zweiten Hälfte erzielte er nur noch zwei weitere Tore. Mit der Mannschaft schaffte er den Sieg in der Eastern Conference.
Am 11. November 2010 wurde bekannt, dass Ángel nicht mehr für die New York Red Bulls spielen wird.

### LA Galaxy
Nach der Saison 2010 schlugen die Red Bulls die Option zur Verlängerung seines Vertrags aus. Dadurch nahm er im Dezember 2010 am MLS Re-Entry Draft teil. Am 15. Dezember wurde er von der LA Galaxy ausgewählt. Am 19. Januar 2011 wechselte Ángel offiziell zu den Kaliforniern. Er erhielt einen Vertrag über mehrere Jahre und ist mittlerweile der dritte Designated Player bei Galaxy.

### CD Chivas USA
Am 17. August wechselte Ángel zu den CD Chivas USA. Galaxy brauchte seinen Designated Player Status, um Robbie Keane verpflichten zu können. Für die Chivas erzielte er 7 Tore in 9 Spielen in der Saison 2011.

### Rückkehr nach Kolumbien
Am 23. Januar 2013 wurde Ángels Wechsel zu Atlético Nacional bekannt gegeben. Er unterschrieb einen Einjahresvertrag mit Verlängerungsoption. Mit Atlético Nacional gewann er im ersten Jahr direkt drei Titel: zwei Meisterschaften sowie den Pokalsieg. Mit dem Jahr 2014 endete auch seine Spielerkarriere.

## Nationalmannschaft
Von 1996 bis 2006 war er Teil der Kolumbianischen Fußballnationalmannschaft. Während dieser Zeit nahm er mit der Mannschaft an der Qualifikation zu den Fußball-Weltmeisterschaften 2002 und 2006 teil.